# Пенна, Сандро
Сандро Пенна (итал. Sandro Penna, 12 июня 1906, Перуджа — 21 января 1977, Рим) — итальянский поэт.

## Биография
Сын коммерсанта. Преобладающую часть жизни прожил в Риме. Никогда не имел постоянной работы, торговал книгами, занимался антиквариатом, существовал в бедности. Дружил с Умберто Сабой, который и подтолкнул его к первой публикации (1932).

## Творчество
Меланхолическая поэзия Пенны отмечена гомоэротическими мотивами. Простая, напевная, она противостоит эстетике итальянского герметизма, в этом смысле Пенну часто называют антиподом Монтале.

## Признание
Стихи Пенны были высоко оценены крупными литературными критиками и писателями, среди которых — Пьер Паоло Пазолини, который считал Пенну лучшим итальянским поэтом и посвятил ему несколько эссе. Его книги отмечались крупнейшими литературными премиями Италии. Лирика Пенны переведена на основные европейские языки.
Музыку к пяти стихотворениям Сандро Пенны написал французский композитор Жерар Пессон, на его стихи также писал музыку Лука Франческони.

## Произведения
- Poesie (1938)
- Appunti (1950)
- Arrivo al mare (1955, проза)
- Una strana gioia di vivere (1956)
- Poesie (1957, премия Виареджо)
- Croce e delizia (1958)
- Tutte le Poesie (1970, премия Фьюджи)
- Un po' di febbre (1973)
- Stranezze (1976, премия Багутта)
- Il viaggiatore insonne (1977)
- Confuso sogno (1980, посмертно)